# Нікольське (Міжріченський район)
Ні́кольське (рос. Никольское) — присілок у складі Міжріченського району Вологодської області, Росія. Входить до складу Сухонського сільського поселення.

## Населення
Населення — 8 осіб (2010; 16 у 2002).
Національний склад (станом на 2002 рік):
- росіяни — 100 %